# Liga Colombiana de Béisbol Profesional 2004-05
La temporada de la Liga Colombiana de Béisbol Profesional 2004-05 fue la 29° edición de este campeonato. Un total de 4 equipos participaron en la competición.

## Sistema de juego
Se disputaron 30 juegos 15 de local y 15 de visitante. El primero clasificó al play off final mientras el segundo y tercero jugaron el pre-play off.

## Equipos participantes
| Equipo                   | Fundación | Departamento | Ciudad       | Estadio                   | Capacidad |
| Caimanes de Barranquilla | 1984      | Atlántico    | Barranquilla | Estadio Tomás Arrieta     | 8 000     |
| Tigres de Cartagena      | 1996      | Bolívar      | Cartagena    | Estadio Once de Noviembre | 12 000    |
| Cardenales de Montería   | 2004      | Córdoba      | Montería     | Estadio 18 de Junio       | 11 000    |
| Toros de Sincelejo       | 2003      | Sucre        | Sincelejo    | Estadio 20 de Enero       | 10 000    |

## Temporada regular
| Pos | Equipo                   | JG | JP | JJ | AVG. | Dif |
| --- | ------------------------ | -- | -- | -- | ---- | --- |
| 1.  | Toros de Sincelejo       | 19 | 11 | 30 | .633 | --- |
| 2.  | Caimanes de Barranquilla | 18 | 12 | 30 | .600 | 1,0 |
| 3.  | Tigres de Cartagena      | 13 | 17 | 30 | .433 | 6,0 |
| 4.  | Cardenales de Montería   | 10 | 20 | 30 | .333 | 9,0 |

|  | Clasificado al play off final |
|  | Clasificados al pre-play off  |
|  | Eliminados.                   |

## Pre Play Off
Se disputaron 4 juegos para definir al segundo finalista disputada el 18 al 22 de enero.
| Pos | Equipo                   | JG | JP | JJ | AVG. | Dif |
| --- | ------------------------ | -- | -- | -- | ---- | --- |
| 1.  | Tigres de Cartagena      | 3  | 1  | 4  | .750 | --- |
| 2.  | Caimanes de Barranquilla | 1  | 3  | 4  | .250 | 2   |

|  | Clasificado al play off final |
|  | Eliminado.                    |

### Serie Pre-Play Off
| Serie Final LCBP de 2004/05 Tigres de Cartagena 3-1 Caimanes de Barranquilla |          |                       |                 |                           |
| Juego                                                                        | Fecha    | Resultado             | Serie (TIG-CAI) | Lugar                     |
| 1                                                                            | Enero 18 | Tigres 16; Caimanes 4 | 1-0             | Estadio Tomás Arrieta     |
| 2                                                                            | Enero 19 | Tigres 6; Caimanes 8  | 1-1             | Estadio Tomás Arrieta     |
| 3                                                                            | Enero 21 | Caimanes 1; Tigres 3  | 2-1             | Estadio Once de Noviembre |
| 4                                                                            | Enero 22 | Caimanes 7, Tigres 8  | 3-1             | Estadio Once de Noviembre |

## Play Off Final
Se disputaron 7 juegos para definir el campeón del 25 de enero al 2 de febrero.
| Pos | Equipo              | JG | JP | JJ | AVG. | Dif |
| --- | ------------------- | -- | -- | -- | ---- | --- |
| 1.  | Tigres de Cartagena | 4  | 3  | 7  | .571 | --- |
| 2.  | Toros de Sincelejo  | 3  | 4  | 7  | .428 | 1   |

|  | Campeón    |
|  | Subcampeón |

| Colombia                                  |
| Campeón Tigres de Cartagena Tercer título |

## Los Mejores
| Stat                     | Jugador                                   | Total |
| ------------------------ | ----------------------------------------- | ----- |
| Porcentaje de bateo (BA) | Tony Motta (CAR)                          | 0.386 |
| Hits                     | Luis Felipe Urueta (CAI)                  | 46    |
| Slugger                  | Juan Thomas (CAI)                         | .744  |
| Carrera impulsada (RBI)  |                                           |       |
| Carrera anotada (R)      |                                           |       |
| Dobles (2B)              | Edinson de Ávila (CAI) Fajith Marun (TIG) | 12 11 |
| Triples (3B)             | Fulvio Morelos (CAR)                      | 4     |
| Home run (HR)            | Juan Thomas (CAI)                         | 9     |
| Robo de base (SB)        |                                           |       |

| Stat                 | Jugador              | Total         |
| -------------------- | -------------------- | ------------- |
| Juegos ganados (AVE) | Lennys Bays (CAI)    | 4W-0L (1.000) |
| Efectividad (ERA)    | Rafael Batista (TIG) | 1.95          |
| Ponches (SO)         | Roberto Aviles (CAR) | 47            |

### Jugador más Valioso
| Ganador        | Equipo   | Pos. |
| -------------- | -------- | ---- |
| Luis F. Urueta | Caimanes | OF   |